# Hime diactithrix
Espèce
Statut de conservation UICN

 LC 12 octobre 2018 : Préoccupation mineure
Hime diactithrix est une espèce de poissons marins téléostéens de la famille des Aulopidae.

## Systématique
L'espèce Hime diactithrix a été décrite pour la première fois en 2008 par l'ichtyologue russe Artem Mikhailovich Prokofiev (d) sous le protonyme Aulopus diactithrix.
L'espèce a été décrite à partir de spécimens récoltés sur un marché au marché de Nha Trang au Viêt Nam.

## Description
Hime diactithrix possède un corps allongé qui varie entre 15,3 et 17,0 cm, et dont l'holotype mesure 16,5 cm.
Comme les membres de la famille des Aulopidae, l'espèce a une nageoire dorsale dont la longueur dépasse la moitié de celle de l'ensemble du corps.
L'espèce présente un dimorphisme sexuel visible au niveau de la nageoire dorsale, les mâles possédant un second rayon sensiblement plus long que celui des femelles, ce dernier étant même prolongé par un filament.

## Répartition
Cette espèce se croise au large de l'Australie, dans l'océan Indien, ainsi que dans l'océan Pacifique, au large du Viêt Nam, à des profondeurs variant de 191 à 299 m.

## Étymologie
Son épithète spécifique, diactithrix, du grec « di », deux, « actis », rayon, et « thrix », filament fait référence au deuxième rayon de la nageoire dorsale des mâles de l'espèce, qui est prolongé par un filament.

## Comportement

### Parasites
Hime diactithrix est l'hôte de plusieurs parasites du genre Anisakis

## Publication originale
- (ru) Artem Mikhailovich Prokofiev, « [A New Species of Genus Aulopus from Waters of Vietnam (Myctophiformes s. lato: Aulopidae)] », Voprosy Ikhtiologii, Russie, vol. 48, no 1,‎ 2008, p. 141 à 144